# Championnat du Yémen de football 2014-2015
Navigation
Saison précédente Saison suivante
La saison 2014-2015 du Championnat du Yémen de football est la vingt-troisième édition de la première division au Yémen. Quatorze formations sont rassemblées au sein d'une poule unique et s'affrontent deux fois au cours de la saison, à domicile et à l'extérieur. Les quatre derniers sont relégués et remplacés par les quatre meilleurs clubs de Division 1, la deuxième division yéménite.
En raison de la guerre civile, consécutive au coup d'état de janvier 2015, le championnat est interrompu à l'issue de la 17e journée. Aucun titre de champion n'est décerné.

## Les clubs participants
| - Al-Sha'ab Ibb - Shabab al-Jeel - Al Shula Aden - Promu de D2 - Al Ittihad Ibb - Al-Tilal SC - Al Hilal Hudaydah - Al Yarmuk al-Rawda | - Al Wahda Aden - Promu de D2 - Al Oruba Zabid - Al Sha'ab Hadramaut - Al-Fahman Abyan - Promu de D2 - Al Wehda Club Sanaa - Promu de D2 - Al Ahli Sanaa - Al Saqr Ta'izz |

## Compétition
Le barème de points servant à établir le classement se décompose ainsi :
- Victoire : 3 points
- Match nul : 1 point
- Défaite : 0 point

### Classement
| Rang | Équipe               | Pts | J  | G  | N | P | Bp | Bc | Diff |
| ---- | -------------------- | --- | -- | -- | - | - | -- | -- | ---- |
| 1    | Al Ahli Sanaa        | 33  | 16 | 10 | 3 | 3 | 29 | 15 | +14  |
| 2    | Al Saqr Ta'izzT      | 32  | 17 | 9  | 5 | 3 | 28 | 16 | +12  |
| 3    | Al-Sha'ab Ibb        | 27  | 16 | 7  | 6 | 3 | 22 | 11 | +11  |
| 4    | Al-Tilal SC          | 22  | 15 | 6  | 4 | 5 | 21 | 18 | +3   |
| 5    | Al Wehda Club SanaaP | 21  | 16 | 5  | 6 | 5 | 16 | 15 | +1   |
| 6    | Al Oruba Zabid       | 21  | 17 | 5  | 6 | 6 | 18 | 18 | 0    |
| 7    | Al Ittihad Ibb       | 21  | 15 | 7  | 0 | 8 | 18 | 24 | -6   |
| 8    | Al Yarmuk al-Rawda   | 20  | 15 | 5  | 5 | 5 | 20 | 14 | +6   |
| 9    | Al Hilal Hudaydah    | 20  | 16 | 5  | 5 | 6 | 26 | 21 | +5   |
| 10   | Al Shula AdenP       | 20  | 16 | 4  | 8 | 4 | 18 | 21 | -3   |
| 11   | Al-Fahman AbyanP     | 19  | 16 | 5  | 4 | 7 | 13 | 17 | -4   |
| 12   | Al Sha'ab Hadramaut  | 17  | 14 | 4  | 5 | 5 | 15 | 18 | -3   |
| 13   | Shabab al-Jeel       | 16  | 17 | 4  | 4 | 9 | 14 | 26 | -12  |
| 14   | Al Wahda AdenP       | 9   | 14 | 2  | 3 | 9 | 11 | 35 | -24  |

|  | Qualification pour la Coupe de l'AFC 2016   |
|  | Relégation directe en Division 1            |
|  | T : Tenant du titre P : Promu de Division 1 |

## Bilan de la saison
| Championnat du Yémen de football 2014-2015 |              |
| Champion                                   | Aucun        |
| Coupes et trophées                         |              |
| Vainqueur de la Coupe du Yémen 2014-2015   | Non disputée |
| Qualifications continentales               |              |
| Coupe de l'AFC 2016                        |              |
| Promotions et relégations                  |              |
| Promus en Yemeni League                    |              |
| Relégués en Division 1                     |              |